# 山下美月
山下美月（日语：／ Yamashita Mizuki，1999年7月26日—）是日本女藝人，為女子偶像團體乃木坂46前成員，東京都出身，所屬經紀公司為乃木坂46合同會社。同時是時尚雜誌《CanCam》專屬模特兒。2016年以乃木坂46三期生身分出道，在團內一、二期生全員畢業後，躍升為乃木坂46新生代的王牌成員之一。2024年5月12日自乃木坂46畢業，以演員為活動重心。

## 經歷
1999年7月26日，山下出生於東京都，為家中獨生女，其名字由祖父命名，意為「出生在一個有美麗月亮的晚上」。高中時，山下曾經加入茶道部，並曾任副部長。因為看見早安家族旗下偶像團體Buono!的演出，使山下渴望成為偶像。加入乃木坂46前，山下曾經在LesPros娛樂旗下事務所LesPros Aster從事演藝活動，亦曾參與櫸坂46的徵選，但在筆試階段落選。
山下表示自己喜歡很多偶像團體，但她首次得悉乃木坂46時，覺得乃木坂46的氣氛與其他偶像團體完全不同，於是她開始研究它的獨特之處，並逐步投入它，這亦是山下考慮加入乃木坂46的原因。在乃木坂46三期生徵選的第四次審查時，山下演唱的歌曲為藥師丸博子的《水手服與機關槍》。
2016年9月4日，山下通過乃木坂46三期生徵選，並自LINE LIVE播放的《乃木坂46 3期生決定特備節目》起開始以乃木坂46成員活動。她亦同時獲得《Zipper》、《LARME》、《週刊Young Magazine》和《週刊Big Comic Spirits》的出版社協作特別企劃獎。12月10日，山下在日本武道館「乃木坂46 3期生『鑑定會』」中首度在支持者前亮相，並在鑑定會中擔當《Girls' Rule》的Center。12月19日，3期生開通網誌，由12名成員每人每天輪流發表一篇文章，山下的首篇文章在12月28日發表。
2017年2月2日至12日，3期生舉行為期15場的《3人的主角》公演，山下曾飾演該劇的全部3個角色。5月9日至14日，山下亦參與由3期生獨自擔綱的「乃木坂46三期生單獨公演」。8月，山下與若月佑美、梅澤美波和阪口珠美合組「若樣軍團」。8月9日發行的乃木坂46第18首單曲《蜃景》的收錄曲《未來的答案》（未来の答え）中與久保史緒里一同擔任Center。
2018年2月22日，山下在乃木坂46官方網站的個人網誌開通。3月，從高中畢業。同月12日播出的《乃木坂工事中》，山下在乃木坂46第20張單曲《同步巧合》首次成為選拔成員並擔任福神。7月28日，山下首次參演於10月13日上映的電影《日日是好日》，在電影中飾演由主角主理的茶道教室的後輩瞳（ひとみ）。8月8日發行的乃木坂第21首單曲《以自我為中心！》的收錄曲《感覺不像自己》（自分じゃない感じ）中首次獨自擔任Center。8月14日，山下獲時尚雜誌《CanCam》起用為專屬模特兒，並在8月23日發售的10月號首次登場。
2019年1月23日發售的《CanCam》3月號，山下首次擔任該雜誌的封面人物。3月13日發行的AKB48的第55張單曲《回憶上心頭DAYS》的收錄曲《初戀之門》中擔任Center。4月12日，與萩原利久共同主演的電視劇《電影少女-VIDEO GIRL MAI2019-》開始在東京電視台播出。4月13日，由於難與該電視劇的拍攝並存，在個人部落格上發表了放棄參加乃木坂46第23張單曲《Sing Out!》的相關活動。
2020年1月21日，發行第一本個人寫真集《無法忘懷的人》，於法國巴黎拍攝。首週以10.6萬的銷量，成為歷代女性個人寫真集首週銷量的第二位，同年Oricon公信榜書籍年榜寫真集部門為第4位，累計發行量達19萬。11月15日播出的乃木坂46冠名節目《乃木坂工事中》公布乃木坂46第26張單曲《我會喜歡上自己的》的選拔名單，山下首次獲選為單曲的Center。11月30日，成為日本電視台節目《已是午間了!》的周三常規嘉賓（2020年12月至2021年1月）。
2021年3月22日，開設個人Instagram帳號。山下在3月27日播出的《全明星感謝祭》中取得第一名，並獲得獎金100萬元。4月，參演TBS週二連續劇《打扮的戀愛是有理由的》，在劇中飾演主角的後輩茅野七海。
2022年2月2日，擔任Peach John居家服的代言人。4月12日，宣布參演22年度後期NHK晨間劇《飛舞吧！》，同時也是首位乃木坂46在籍成員出演晨間劇。
2023年2月，擔任時尚品牌「RESEXXY」的形象模特兒。同月19日播出的乃木坂46冠名節目《乃木坂工事中》公布乃木坂46第32張單曲《人們終將再度追夢》的選拔名單，山下和久保史緒里共同獲選為單曲的Center。
2024年2月17日，在乃木坂46官方網站內的個人部落格中宣布畢業，並將於5月舉行畢業演唱會。4月10日發行的乃木坂46第35張單曲《機會平等》，為山下最後一次擔任單曲的Center。畢業獨唱曲《夏櫻》（夏桜）也收錄於此單曲中，為山下首次擔任作詞，亦是坂道系列中繼白石麻衣後第二次由在籍成員作詞的歌曲。4月23日，發行第二本個人寫真集《女主角》（ヒロイン），於美國洛杉磯拍攝。以7.9萬本的銷量取得Oricon公信榜書籍週榜寫真集和綜合部門第1位。並於同年Oricon公信榜年度書籍排行榜的「寫真集」女性個人類別中獲得年度第1名。5月11日、12日，於東京巨蛋舉行畢業演唱會，正式從乃木坂46畢業，結束八年的偶像生涯。5月13日，於乃木坂46官方網站發表最後一篇部落格，6月，於《日經娛樂！》的「藝人實力排名2024」中，在女性偶像部門中獲得第二名，6月20日，開設個人官方網站和X帳號。7月31日，山下位於乃木坂46內的部落格正式關閉。

## 人物
山下的暱稱是Zukki（づっきー）、Mizuki（みづき）和Yama（やま），而同屬乃木坂46的堀未央奈則稱其為「moon」（ムーン）。她是家中獨女。
山下有過打高爾夫球、打網球、打排球和跳舞的經驗，而她所憧憬的人物是藥師丸博子。
在加入乃木坂46之前，山下與AKB48的向井地美音已經熟識。據2018年8月2日在日本放送節目《坂道AKB的All Night Nippon》（AKB48的All Night Nippon特別篇）所述，她是大島優子的支持者，並曾在AKB48劇場觀看Team K 5th Stage「引體後翻」公演。
山下在乃木坂46是衍生企劃組合「若樣軍團」的團員，為該團的勺子擔當，其應援顏色則為藍色和黃色。她在乃木坂46憧憬的前輩是西野七瀨和櫻井玲香。山下覺得櫻井是她最憧憬前輩的原因在於她是「不發一語但暗地裡指導的隊長」。

## 音樂作品
- 標註「★」符號表示該首歌曲有拍攝MV。

### 單曲
乃木坂46
|      | 發行日期        | 單曲名稱              | 參與歌曲名稱          | MV | 備註                       |
| ---- | --------------- | --------------------- | --------------------- | -- | -------------------------- |
| 17th | 2017年03月022日 | 大影響家              | 第三陣風              | ★  | 出道作品                   |
| 18th | 2017年08月09日  | 蜃景                  | 未來的答案            | ★  | 與久保史緒里共同擔任Center |
| 19th | 2017年10月11日  | 及時行事              | 失眠症                |    | 與久保史緒里共同擔任Center |
| 19th | 2017年10月11日  | 及時行事              | 我的衝動              | ★  |                            |
| 20th | 2018年04月25日  | 同步巧合              | 同步巧合              | ★  | 十四福神                   |
| 20th | 2018年04月25日  | 同步巧合              | 心動不已              | ★  |                            |
| 20th | 2018年04月25日  | 同步巧合              | 言靈砲                |    | 妹坂                       |
| 21st | 2018年08月08日  | 以自我為中心！        | 以自我為中心          | ★  | 十四福神                   |
| 21st | 2018年08月08日  | 以自我為中心！        | 空扉                  | ★  |                            |
| 21st | 2018年08月08日  | 以自我為中心！        | 我喜歡過你，但是…     |    |                            |
| 21st | 2018年08月08日  | 以自我為中心！        | 感覺不像自己          |    | Center                     |
| 22nd | 2018年11月14日  | 想繞遠路回家          | 想繞遠路回家          | ★  | 十四福神                   |
| 22nd | 2018年11月14日  | 想繞遠路回家          | 不成眠的商隊          | ★  |                            |
| 22nd | 2018年11月14日  | 想繞遠路回家          | 想知道的事            |    |                            |
| 24th | 2019年09月04日  | 黎明來臨前無須逞強    | 黎明來臨前無須逞強    | ★  | 十一福神                   |
| 24th | 2019年09月04日  | 黎明來臨前無須逞強    | 路面電車的街道        | ★  |                            |
| 24th | 2019年09月04日  | 黎明來臨前無須逞強    | 我的信念              |    |                            |
| 25th | 2020年03月25日  | 幸福的保護色          | 幸福的保護色          | ★  | 選拔                       |
| 25th | 2020年03月25日  | 幸福的保護色          | 每天都是Brand new day | ★  |                            |
| 25th | 2020年03月25日  | 幸福的保護色          | 奇幻三色麵包          | ★  |                            |
| 26th | 2021年01月27日  | 我會喜歡上自己的      | 我會喜歡上自己的      | ★  | Center                     |
| 26th | 2021年01月27日  | 我會喜歡上自己的      | 有明天的理由          |    |                            |
| 26th | 2021年01月27日  | 我會喜歡上自己的      | Wilderness world      | ★  |                            |
| 27th | 2021年06月09日  | 對不起Fingers crossed | 對不起Fingers crossed | ★  | 十二福神                   |
| 27th | 2021年06月09日  | 對不起Fingers crossed | 一切都是一場夢        | ★  |                            |
| 27th | 2021年06月09日  | 對不起Fingers crossed | 不受大人們的指示      |    |                            |
| 28th | 2021年09月22日  | 被你罵了              | 被你罵了              | ★  | 十二福神                   |
| 28th | 2021年09月22日  | 被你罵了              | 渾身是泥              | ★  |                            |
| 28th | 2021年09月22日  | 被你罵了              | 熟悉的陌生人          |    |                            |
| 29th | 2022年03月23日  | Actually…             | Actually…             | ★  | 十福神                     |
| 29th | 2022年03月23日  | Actually…             | 過度解讀              |    |                            |
| 29th | 2022年03月23日  | Actually…             | 喜歡上了              |    | Center                     |
| 30th | 2022年08月31日  | 喜歡是件搖滾的事！    | 喜歡是件搖滾的事！    | ★  | 十一福神                   |
| 30th | 2022年08月31日  | 喜歡是件搖滾的事！    | 朝著我拍手的方向      | ★  |                            |
| 31st | 2022年12月7日   | 不存在於此的事物      | 不存在於此的事物      | ★  | 十一福神                   |
| 31st | 2022年12月7日   | 不存在於此的事物      | 錢湯狂想曲            |    |                            |
| 32nd | 2023年03月29日  | 人們終將再度追夢      | 人們終將再度追夢      | ★  | 與久保史緒里共同擔任Center |
| 32nd | 2023年03月29日  | 人們終將再度追夢      | 我們的道別            | ★  |                            |
| 33rd | 2023年08月23日  | 獨自一人的天堂        | 獨自一人的天堂        | ★  | 十一福神                   |
| 33rd | 2023年08月23日  | 獨自一人的天堂        | 某人的肩膀            |    |                            |
| 34th | 2023年12月06日  | Monopoly              | Monopoly              | ★  | 十一福神                   |
| 34th | 2023年12月06日  | Monopoly              | 時髦                  |    |                            |
| 35th | 2024年04月10日  | 機會平等              | 機會平等              | ★  | Center                     |
| 35th | 2024年04月10日  | 機會平等              | 夏櫻                  | ★  | 作詞 獨唱曲                |

1. ↑  站位依據官方MV及演唱會正式呈現為參考依據。
2. ↑  根據單曲CD内附歌詞本，小分隊名稱。

其他
| 發行日期                                    | 單曲名稱       | 參與歌曲名稱 | MV | 備註           |
| ------------------------------------------- | -------------- | ------------ | -- | -------------- |
| 2018年3月14日                               | Ja-Ba-Ja       | 無國境時代   | ★  | 坂道AKB        |
| 2019年3月13日                               | 回憶上心頭DAYS | 初戀之門     | ★  | 坂道AKB Center |
| 2019年3月13日                               | 回憶上心頭DAYS | 必然性       |    | IZ4648         |
| 2020年6月17日（日本） 2020年6月24日（海外） | 世界中的鄰居啊 | —            | ★  | 下載限定歌曲   |
| 2020年7月24日                               | Route 246      | —            | ★  | 下載限定歌曲   |

### 專輯
乃木坂46
|        | 發行日期       | 專輯名稱         | 參與歌曲名稱     | 備註   |
| ------ | -------------- | ---------------- | ---------------- | ------ |
| 3rd    | 2017年5月24日  | 最初的夢想       | 回憶優先         |        |
| 3rd    | 2017年5月24日  | 最初的夢想       | 指定溫度         |        |
| 4th    | 2019年4月17日  | 直到此刻化成回憶 | 毫無特色的戀愛   |        |
| 4th    | 2019年4月17日  | 直到此刻化成回憶 | 即刻〜殘美傳説〜 |        |
| 精選輯 | 2021年12月15日 | Time flies       | 最後的Tight Hug  | 主打曲 |

## 演出

### 電視劇
- 在神酒診所乾杯（日语：神酒クリニックで乾杯を）（2019年1月12日－3月30日，BS東視）：飾演 一之瀨真美（女主角）[85]
- 殘美（2019年1月24日－3月28日，日本電視台）：飾演 金村優衣[86]
- 電影少女 -VIDEO GIRL MAI 2019-（2019年4月12日－6月28日，東京電視台）：飾演 神尾麻衣（主演）[注 2][87]
- 乃木坂電影院～STORY of 46～ 第4集《民主主義定食屋》（2020年1月15日，FOD（日语：フジテレビオンデマンド）／2020年2月12日，富士電視台）：飾演 美月（單篇主演）[88][89]
- 別對映像研出手！（2020年4月6日－5月11日，毎日放送／4月8日－5月13日，TBS）：飾演 水崎燕[90]
- 打扮的戀愛是有理由的（2021年4月20日－6月22日，TBS）：飾演 茅野七海[91]
- 非主角的女友（2021年10月11日－12月27日，東京電視台）：飾演 野野山怜子（女主角）[92]
- 毛骨悚然撞鬼經驗 夏之特別篇2022「說錯一句話」（2022年8月20日，富士電視台）：飾演 荻野愛奈（主演）[93]
- 晨間劇 飛舞吧！ 第16集至最終集（2022年10月24日－2023年3月31日，NHK）：飾演 望月（岩倉）久留美[94]
- STAND UP START（2023年1月18日－3月29日，富士電視台）：飾演 羽賀佳乃[95]
- 律師索多瑪（2023年4月28日－6月16日，東京電視台）：飾演 三木天音[96]
- 再會了，美好時光（2023年6月12日－7月31日，東京電視台）：飾演 廣瀨晃（主演）[注 3][97]
- 下剋上球兒 第2集至最終集（2023年10月22日－12月17日，TBS）：飾演 根室柚希[98]
- Eye Love You（2024年1月23日－3月26日，TBS）：飾演 池本真尋[99]
- 如積雪般的永寂（2024年7月7日－9月8日，讀賣電視台）：飾演 森燈子[100]
- 和富家少爺的戀愛太難了（2025年1月7日－3月25日，關西電視台）：飾演 [101]
- 被我殺死的丈夫回來了（2025年7月11日－，WOWOW）：飾演 鈴倉茉菜（主演）[102]

### 電視節目
- 已是午間了！（2020年12月2日－2021年1月27日，日本電視台）- 周三常規嘉賓[45][103]
- 有點心機又如何？（2021年1月30日－3月6日，朝日電視台）- 節目中的連續劇，飾演：瀧川櫻（雙主演）[104][105]
- 全明星感謝祭'21春（2021年3月27日，TBS）[106]
- 時尚剪輯（2021年11月28日，日本電視台）[107]
- Around the Corner 轉角遇見（2022年3月10日－17日，富士電視台）- 節目中的短劇，飾演：高木Ruru[108]
- 現役力士vs肌肉型藝人 怪力戰場（2022年8月7日，TBS）- 來賓主持人[109]

### 網絡劇
- 打扮的戀愛是有理由的（2021年4月20日－6月22日，Paravi）：飾演 茅野七海（主演）[110]

### 舞台劇
- 乃木坂46版音樂劇「美少女戰士」（2018年6月8日－24日，天王洲銀河劇場（日语：天王洲 銀河劇場） ／9月21日－30日，TBS赤坂ACT劇場）：飾演 月野兔（Team MOON）[111]
- 殘美（2018年11月16日－25日，東京巨蛋城）：飾演 一之瀨杏奈（TEAM RED）[112]

### 電影
- 日日是好日（日语：日日是好日 (映画)）（2018年10月13日）：飾演 瞳（ひとみ）[28]
- 別對映像研出手！（2020年9月25日[113]）：飾演 水崎燕[90][114]
- 六個說謊的大學生（2024年11月22日，東寶）：飾演 矢代翼（矢代つばさ）[115]
- 和山田談場Lv999的戀愛（2025年3月28日，KADOKAWA）：飾演 木之下茜（主演）[注 4][116]
- 吞噬火喰鳥（2025年10月3日，KADOKAWA／GAGA）：飾演 久喜夕里子[117]

### 動畫電影
- 名偵探柯南：獨眼的殘像（2025年4月18日，東寶）：聲演 円井圓（円井まどか）[118]

### 電台節目
- 坂道AKB的All Night Nippon（日语：AKB48のオールナイトニッポン）（2018年8月2日，日本放送）- 與向井地美音（AKB48）和長濱禰留（前櫸坂46）共同主持[81]
- 乃木坂46 山下美月的All Night Nippon（2024年5月8日，日本放送）- 主持人[119][120]

### 網絡節目
- 「我們尋找著歸宿」山下美月篇（2021年2月22日，Hulu）[121]

### 音樂錄影帶
- Thinking Dogs《エキストラ》（2021年11月8日）[122]

### 平面代言
- Peach John居家服初代繆斯（2022年2月－）[123]
- RESEXXY 形象模特兒（2023年2月－）[124]

### 電視廣告
- Chocola BB（衛采）- 與板谷由夏、濱津隆之、細田佳央太共演[125][126]
  - チョコラBBプラス「それ、チョコラBBプラスの出番かも。」篇（2022年4月7日－）[125][126]
  - チョコラBBローヤル2「今のつらい疲れに。」篇（2022年4月7日－）[125][126]
  - チョコラBBブランド「チョコラBBブランド70周年」[125][126]
- 東京都國民健康保險團體連合會
  - 「國民保險費（稅）繳納建議」篇（2023年6月1日－）[127]
  - 「推廣特定健康體檢」篇（2023年6月1日－）[128]
- 三井住友信用卡
  - 「平凡的每一天，更大的世界」篇（2024年7月26日－）[129]
- menu
  - 「夏日戀爱」篇、「生死遊戲」篇、「拳擊手」篇（2024年8月23日－）- 與川島明共演[130]
- 麒麟啤酒「麒麟 華醺」
  - 「いい顔、咲く。」篇（2024年9月24日－）- 與志尊淳共演[131]
- 萬代 ONE PIECE卡牌游戏
  - 「認真的兩人」篇（2024年11月24日－）- 與神木隆之介、生見愛瑠、水川固共演[132][133]

### 活動
- GirlsAward
  - GirlsAward 2018 SPRING／SUMMER（2018年5月19日，幕張展覽館）[134]
  - GirlsAward 2018 AUTUMN／WINTER（2018年9月16日，幕張展覽館）[135]
  - GirlsAward 2019 AUTUMN／WINTER（2019年9月28日，幕張展覽館）[136]
  - Tokyo Virtual Runway Live by GirlsAward vol.1（2020年6月27日，ABEMA直播）[137]
  - Rakuten GirlsAward 2022 AUTUMN／WINTER（2022年10月8日，幕張展覽館）[138]
  - Rakuten GirlsAward 2023 SPRING／SUMMER（2023年5月4日，國立代代木競技場第一體育館）[139]
  - Rakuten GirlsAward 2024 SPRING／SUMMER（2024年5月3日，國立代代木競技場第一體育館）[140]
- Tokyo Girls Collection
  - TGC KITAKYUSHU 2018 by TOKYO GIRLS COLLECTION（2018年10月6日，西日本綜合展示場 新館）[141]
  - TGC TOYAMA 2019 by TOKYO GIRLS COLLECTION（2019年7月27日，廣島Green Aren）[142]
  - Mynavi presents 第29回 Tokyo Girls Collection 2019 AUTUMN／WINTER（2019年9月7日，埼玉超級競技場）[143]
  - 第30回 Mynavi Tokyo Girls Collection 2020 SPRING／SUMMER（2020年2月29日，國立代代木競技場第一體育館）[144]
  - 第31回 Mynavi Tokyo Girls Collection 2020 AUTUMN／WINTER ONLINE（2020年9月5日，埼玉超級競技場）[145]
  - 第32回 Mynavi Tokyo Girls Collection 2021 SPRING／SUMMER（2021年2月28日，國立代代木競技場第一體育館）[146]
  - 第33回 Mynavi Tokyo Girls Collection 2021 AUTUMN／WINTER（2021年9月4日，埼玉超級競技場）[147]
  - 第34回 Mynavi Tokyo Girls Collection 2022 SPRING／SUMMER（2022年3月21日，國立代代木競技場第一體育館）[148]
  - 第35回 Mynavi Tokyo Girls Collection 2022 AUTUMN／WINTER（2022年9月3日，埼玉超級競技場）[149]
  - 第36回 Mynavi Tokyo Girls Collection 2023 SPRING／SUMMER（2023年3月4日，國立代代木競技場第一體育館）[150]
- CanCam 40th Birthday Night（2021年11月26日）[151]
- CanCam 40th Birthday Night Vol.2（2022年11月20日）[152]
- 日本大賽「福岡軟銀鷹V.S橫濱DeNA海灣之星」第4戰 開球儀式（2024年10月30日，福岡巨蛋）[153]

## 書籍

### 寫真集
- 無法忘懷的人（忘れられない人；2020年1月21日，小學館）[154][155]
- 女主角（ヒロイン；2024年4月23日，小學館）[156][157][158]

### 雜誌連載
- CanCam（2018年8月23日－，小學館）- 專屬模特兒[2]
  - 欲言山山（2022年3月26日－）[159]

## 外部連結
- 山下美月官方網站（日語）
- 乃木坂46合同會社個人介紹頁 （页面存档备份，存于）（日語）
- 山下美月的Instagram帳戶（2021年3月22日－）（日語）
- 山下美月及其團隊的X（前Twitter）（2024年6月20日－）（日語）

乃木坂46時期
- 乃木坂46個人介紹頁（日語）
- 山下美月 官方部落格 - 乃木坂46官方網站（2018年2月22日－2024年7月31日）（日語）
- 乃木坂46山下美月2nd寫真集【官方】的X（前Twitter）（2019年11月14日－）（日語）
- 乃木坂46山下美月2nd寫真集【官方】的Instagram帳戶（2019年11月14日－）（日語）
- 山下 美月（乃木坂46）的SHOWROOM專頁（页面存档备份，存于）（日語）